# Герман-Галкин, Сергей Германович
Сергей Германович Герман-Галкин (1 марта 1937, Ленинград) — советский, российский и польский учёный-электротехник, доктор технических наук (1983), профессор.

## Биография
В 1944 пошёл в среднюю школу, после окончания которой в 1954 поступил в радиотехническое училище № 5, которое закончил в 1956. После недолгой работы в п/я № 560 в том же году был призван в Советскую армию. После демобилизации работал в ЦНИИ № 49 и в ЦНИИ «Аврора» последовательно на должностях старшего лаборанта, инженера, старшего инженера, ведущего инженера и одновременно обучался на заочном отделении Ленинградского электротехнического института связи имени М. А. Бонч-Бруевича. В 1967 поступил в аспирантуру в ЛИТМО, где в 1971 защитил кандидатскую диссертацию на тему «Исследование коммутационных процессов и расчёт тиристорных широтно-импульсных преобразователей с независимой коммутацией в системах электропривода постоянного тока». В 1983 защитил докторскую диссертацию на тему «Тиристорные преобразователи в электроприводе. Теория и расчёт». В ЛИТМО проработал до 1997 года, последовательно занимая должности аспиранта, ассистента, доцента, профессора, читая курсы по электротехнике, электрическим машинам, основам электропривода. В 1997 приглашён в Польшу для работы в Морской академии в городе Щецин. Работая в Институте судовой электротехники и автоматики, читал курсы по электротехнике, электрическим машинам, электромеханике, силовой электронике, судовому электроприводу. С 2007 читает специализированный курс для магистров по материалам собственных монографий. Подготовил 5 кандидатов наук.

## Публикации
Написал и издал более 80 научных работ и 9 монографий.
- Герман-Галкин С. Г. Линейные электрические цепи. Лабораторные работы. «Корона-Принт», 2002. ISBN 978-5-7831-0823-2, 978-5-7931-0817-1.
- Герман-Галкин С. Г. Matlab & Simulink. Проектирование мехатронных схем на ПК. СПб, «Корона-Век», 2008. ISBN 978-5-903389-39-9.
- Герман-Галкин С. Г. Силовая электроника: Лабораторные работы на ПК. «Корона-Принт», 2010. ISBN 978-5-7931-0464-7, 978-5-7931-0823-2.
- Герман-Галкин С. Г., Кардонов Г. А., Синельников В. С. Электрические машины. Лабораторные работы на ПК. «Корона-Принт», 2013. ISBN 978-5-7931-0203-2.
- Герман-Галкин С. Г. Компьютерное моделирование полупроводниковых систем в MatLab 6.0. Учебное пособие. «Корона-Принт», 2017. ISBN 978-5-7931-0471-5, 978-5-7931-0813-3.
- Герман-Галкин С. Г., Звежевич З. Ч., Поляков Н. А. Аналитическое и модельное исследование активного полупроводникового преобразователя в системах электропривода. Научно-технический вестник информационных технологий, механики и оптики, 2014.[1]